# ルイス・ロヨ
ルイス・ロヨ（Luis Royo, 1954年5月20日 - ）は、スペイン出身のイラストレーター、画家、美術作家、造形作家、コミックス作家。

## 略歴

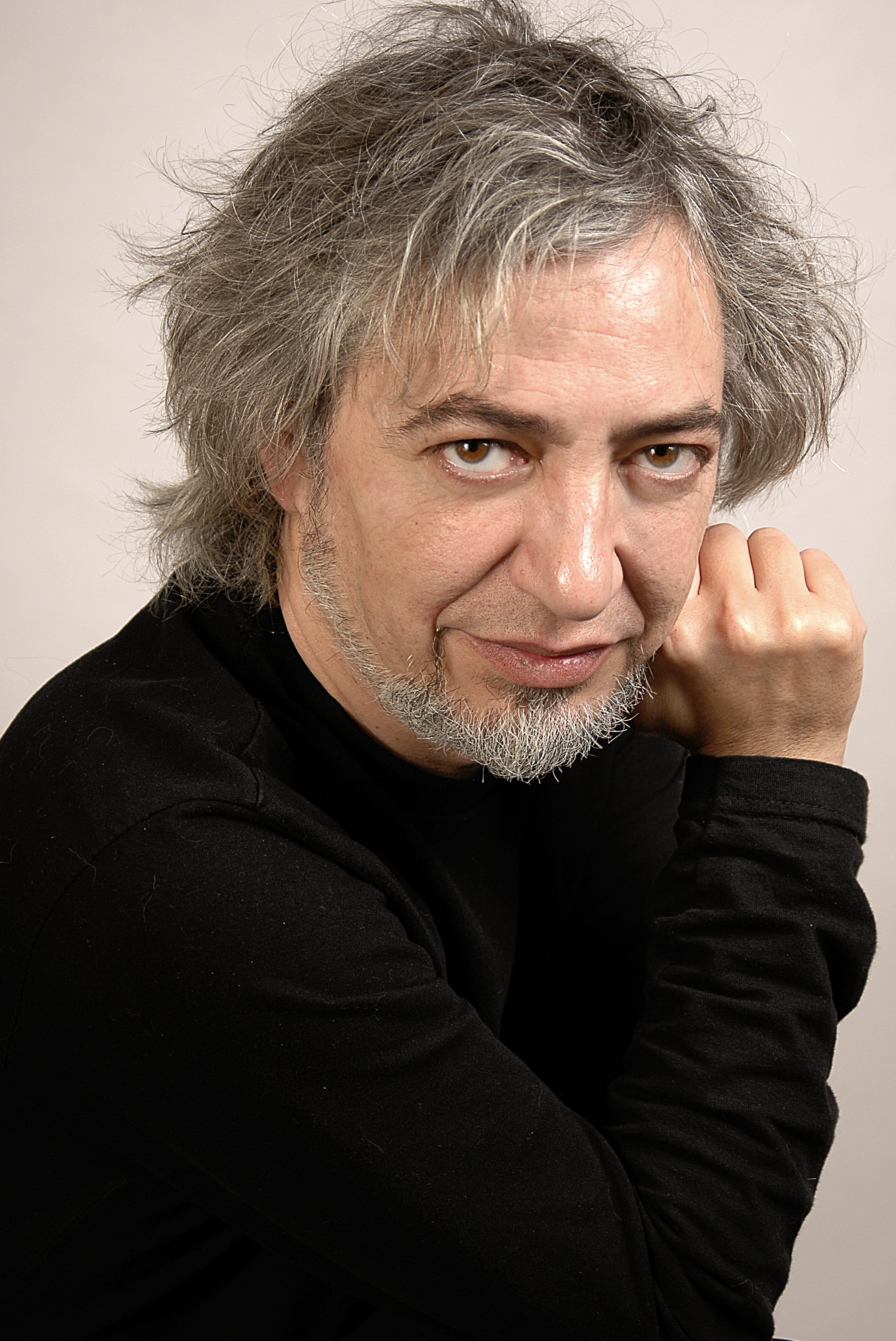
(2006年)

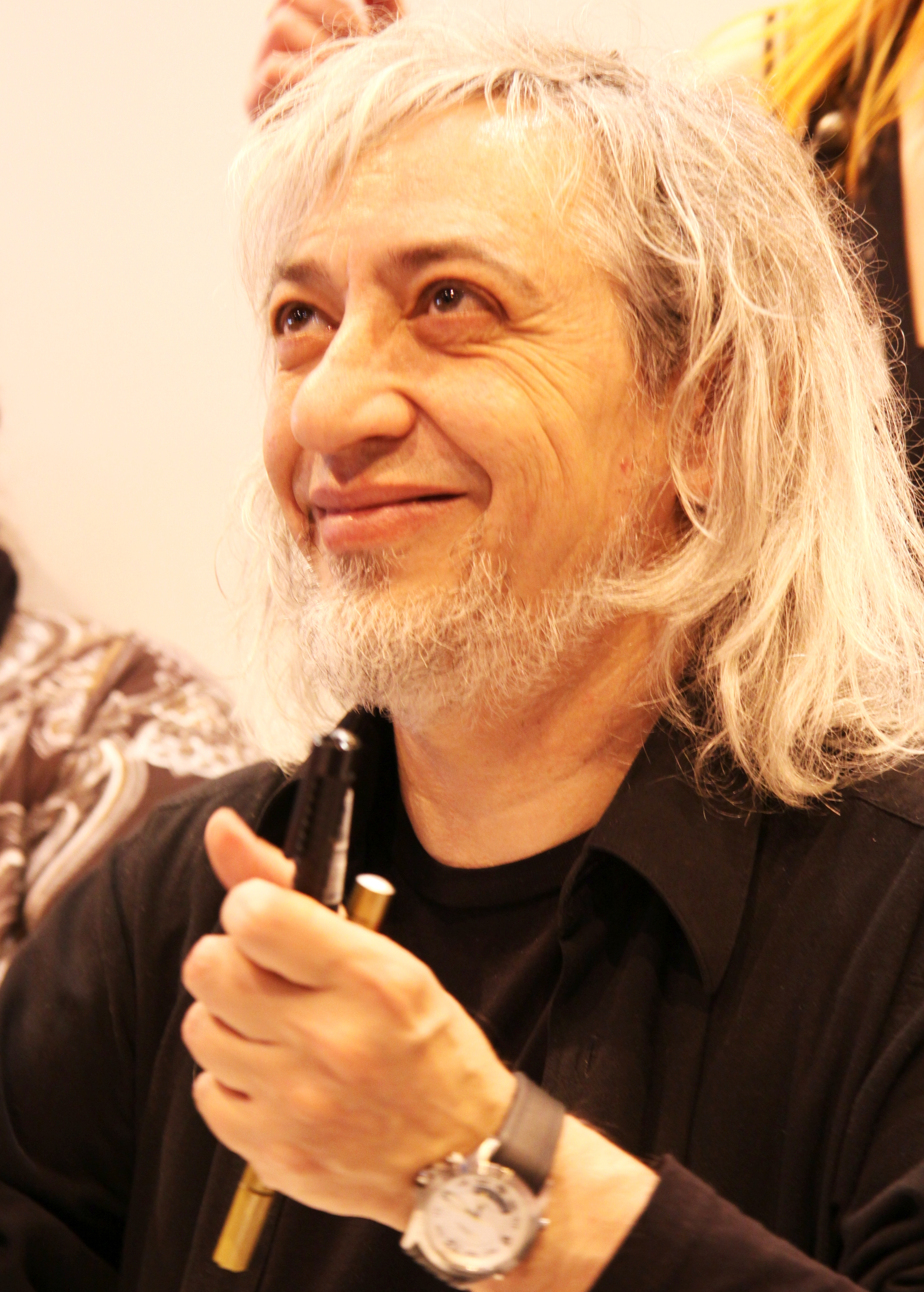
フランス・パリにて (2010年3月)

1954年、スペイン・アラゴン地方のテルエル県オラージャ生まれ。
サラゴサの美術学校で絵画やインテリアデザインを学んだ後、装飾インテリアの仕事を経て、1970年代末にコミックス作家として活動を始める。
1980年代にはイラストレーターとしても知名度を広め、ポスターやカレンダー、ブックデザインなど多岐に渡ったアートワークを手掛ける。1990年代末頃からは、ロック・アーティストらにアルバム・ジャケットのカヴァーイラスト提供も開始した。
息子であるロムロ・ロヨも現代美術家として活動しており、2000年代中頃から親子共同のアートワークも開始している。

## スタイル
ロヨのイラストは、ダーク・ファンタジー、サイバーパンク、オリエンタリズムなどの世界観を織り交ぜた表現が特徴で、主要作品のほぼ全編に官能的な美女を描く。

## アルバム・カヴァー / アートワーク作品一覧
※アルファベット順
Alquimia
- 『Alquimia』（2013年）

Antonio Giorgio
- 『Tales From Heaven & Hell』（2014年）

Arthemis - アルテミス
- 『Back From the Heat』（2005年）

ASKA
- 『Avenger』（2000年）

Askariz
- 『Images Of Legend』（2000年）

At Vance - アット・ヴァンス
- 『Only Human』（2002年）
- 『Chained』（2005年）

Avalanch
- 『El Ángel Caído』（2001年）
- 『Los Poetas Han Muerto』（2003年）
- 『Muerte Y Vida』（2007年）
- 『Malefic Time：Apocalypse』（2011年）

Blind Tharm
- 『Morbid Visions』（2007年）

Bloodthorn
- 『Onwards Into Battle』（1999年）

Elvira Madigan
- 『BlackArts』（2000年）
- 『Witches-Salem(1692vs.2001)』（2001年）
- 『Angelis Deamonae-Wiccan Aftermath』（2005年）
- 『Regent Sie-Shedevils Of Demonlore Of Blood, Crosses & Biblewars』（2008年）

Geasa
- 『Angel's Cry』（1999年）

Graveworm - グレイヴワーム
- 『As the Angels Reach the Beauty』（1999年）
- 『Scourge of Malice』（2001年）

Highlord - ハイロード
- 『Heir Of Power』（1999年）
- 『When The Aurora Falls...』（2000年）

Madsword
- 『The Global Village』（2000年）

Magica
- 『The Scroll of Stone』(Reissue盤)（2004年）

Messiah's Kiss
- 『Dragonheart』（2007年）

Morbosidad
- 『Morbosidad』（2000年）

Perturbator
- 『TERROR 404』（2012年）
- 『I Am The Night』（2012年）

Power Symphony
- 『Evillot』（1999年）

Projecto
- 『Crown of Ages』（2000年）

Skylark - スカイラーク
- 『Wings』（2004年）
- 『Fairytales』（2005年）

Stramonio
- 『Seasons of Imagination』（2000年）

Ten - テン
- 『Spellbound』（1999年）
- 『Babylon』（2000年）
- 『Stormwarning』（2011年）

WarCry
- 『El Sello De Los Tiempos』（2002年）

## 書籍
- Women (1992)
- Malefic (1994)
- Secrets (1996)
- III Millennium (1998)
  - 第三千年紀 (2005) - 日本語版
- Dreams (1999)
- Prohibited Book (1999)
- Fantastix Art (1999)
- Prohibited Book II (2001)
- Evolution (2001)
- Conceptions (2002)
- Conceptions II (2003)
- Visions (2003)
- Prohibited Book III (2003)
- Prohibited Sketchbook (2004)
- Antología I (2004)
- Fantasic Art (2004)
- Conceptions III (2005)
- The Labyrinth Tarot (2005)
- Subversive Beauty (2006)
- Dark Labyrinth (2006)
- Wild Sketches (2006)
- Wild Sketches II (2006)
- Antología II (2007)
- Dome (2007) - ロムロ・ロヨ共作
- Wild sketches III (2008)
- Dead Moon (2009)[3]
- Dead Moon: Epilogue (2009)
- Malefic: Remastered (2009)
- Malefic Time: Apocalypse (2011) - ロムロ・ロヨ共作
- Malefic Time: Soum (2012) - ロムロ・ロヨ共作
- Malefic Time: 110 Katanas (2014) - ロムロ・ロヨ共作
- El Dragón de Hielo (2014)
- Malefic Time: Akelarre (2016) - ロムロ・ロヨ共作

ほか
- DCコミックス・コレクション